# 2-Aminoanthraquinone
La 2-aminoanthraquinone est un composé aromatique de formule brute C14H9NO2. Comme son nom l'indique, c'est un dérivé de l'anthraquinone, substituée par un groupe amine en position 2. C'est l'isomère structurel de la 1-aminoanthraquinone.

## Propriétés
La 2-aminoanthraquinone se présente sous la forme d'une poudre brun foncé, combustible mais difficilement inflammable, pratiquement insoluble dans l'eau mais soluble dans l'alcool, l'acétone, le benzène et le chloroforme. Elle se décompose lorsqu'elle est chauffée au-dessus de 292-295 °C, émettant un fumée toxique d'oxydes d'azote.
L'exposition aiguë peut provoquer une irritation des yeux et de la peau. On peut raisonnablement penser qu'il s'agit d'un cancérigène pour l'homme (groupe 2 pour l'ECHA). 

## Synthèse
La 2-aminoanthraquinone peut être obtenue par réaction de l'ammoniaque chauffé avec du nitrobenzène avec l'athraquinone-2-sulfonate de sodium, ou bien par ammonolyse de la 2-chloroanthraquinone. Elle peut également être obtenue par réduction de nitroanthraquinones.
Le composé a été produit commercialement pour la première fois aux États-Unis en 1921.

## Utilisations
La 2-aminoanthraquinone est un intermédiaire dans la production de composés pharmaceutiques et de colorants, notamment les Vat Blues 4, 6, 12, et 24, le Vat Yellow 1, et le Pigment Blue 22.